# Bosc caledoni
El bosc caledoni -en anglès: Caledonian Forest- és el nom d'un tipus de bosc que havia cobert grans extensions d'Escòcia. Actualment només en perviu l'1% d'aquest bosc antic i cobreix 180 km² en 84 localitats.
El seu nom prové de Plini el Vell que parla de silva caledonia. Probablement estava al nord del Riu Clyde i a l'oest del Tay.
Els pins escocesos del Caledonian Forest són descendents directes dels primers pins que van arribar a Escòcia després de la darrera glaciació cap a 7000 aC. Aquest bosc va arribar a la seva màxima extensió cap a l'any 5000 aC, després del qual el clima d'Escòcia va esdevenir més humit i més ventós. A partir de l'any 2000 aC, pel canvi del clima i per l'acció humana (incloent-hi el pasturatge), se'n va reduir molt l'extensió.